# Obereopsis bimaculicollis
Obereopsis bimaculicollis là một loài bọ cánh cứng trong họ Cerambycidae.